# 安伯·布拉德利
安伯·布拉德利（英語：Amber Bradley，1980年5月19日—），澳大利亚女子赛艇运动员。她曾代表澳大利亚参加2004年和2008年夏季奥林匹克运动会赛艇比赛，其中2004年奥运会获得一枚铜牌。